# Pelantai
Pelantai is een bestuurslaag in het regentschap Kepulauan Meranti van de provincie Riau, Indonesië. Pelantai telt 1606 inwoners (volkstelling 2010).